# Juan Ramón Carrasco
Juan Ramón Carrasco, vollständiger Name Juan Ramón Carrasco Torres, (* 15. September 1956 in Sarandí del Yí, Uruguay) ist ein ehemaliger uruguayischer Fußballspieler und derzeitiger Trainer.

## Spieler

### Verein
Carrasco begann seine Karriere als Spieler bei Nacional im Jahre 1973 in der uruguayischen Primera División und debütierte dort am 22. August 1973. 1978 wechselte er nach Argentinien zu River Plate und spielte dort bis 1980. Im darauffolgenden Jahr trat er für die Farben des Racing Club an und schoss dort in der Primera División Metropolitano in 32 Spielen 18 Tore. Über den mexikanischen Klub Tecos, für den er zwischen 1981 und 1983 in 28 Spielen viermal traf, führte sein Weg zurück nach Uruguay. Dort schloss er sich in Montevideo erneut Nacional an. Bereits 1985 verließ er den Verein jedoch erneut und spielte in jenem Jahr zunächst beim Stadtrivalen Danubio FC und in der Folge beim venezolanischen Klub Cúcuta Deportivo. Zwischen zwei weiteren Engagements bei Nacional 1986, als er mit elf Treffern Torschützenkönig der Primera División Uruguays wurde, und 1987 stand er erstmals in Europa beim FC Cádiz unter Vertrag. Dort sind für ihn 10 Spiele mit zwei Torerfolgen verzeichnet. 1988 bis 1991 wechselte er jährlich den Verein und war abermals bei Nacional, sodann bei River Plate Montevideo und schließlich bei Peñarol tätig. 1990 werden für ihn vier torlose Spiele in Brasilien beim FC São Paulo in der Statistik geführt. 1991 und 1992 wiederum zurückgekehrt nach Uruguay, spielte er in Montevideo für River Plate und Bella Vista. In seiner Zeit bei River Plate erzielte er in der Saison 1991 15 Treffer und wurde Torschützenkönig der Segunda División.
Es folgte 1992/93 ein zweites Engagement in Venezuela, diesmal bei Marítimo Caracas. Im Anschluss daran trat er nacheinander für die uruguayischen Hauptstadtklubs River Plate, Nacional, Rampla Juniors und wieder Nacional an. Seine Spielerlaufbahn beendete er schließlich als Spielertrainer beim kleinen uruguayischen Verein Rocha FC, für den er in dessen erster Profisaison antrat und in der Apertura 2000 mit neun erzielten Treffern gleichauf mit Daniel Roselló erfolgreichster Torschütze des Teams war.

### Nationalmannschaft
Carrasco nahm mit der Juniorennationalelf an der Junioren-Südamerikameisterschaft 1975 teil und holte mit diesem Team den Titel. Im Verlaufe des Turniers wurde von Trainer Walter Brienza sechsmal eingesetzt und erzielte ein Tor. Er spielte auch für die uruguayische A-Nationalmannschaft, für die er von seinem Debüt am 1. Oktober 1975 bis zu seinem letzten Einsatz am 26. Mai 1985 zwei Tore in 19 Länderspielen erzielte. Er gehörte dem uruguayischen Aufgebot bei der Copa América 1975 an.

## Trainer
In Rocha, seiner letzten Station als Spieler, begann er dann auch seine Tätigkeit als Trainer. Es folgte eine kurze Zeit bei Centro Atlético Fénix, wo ihm mit der Qualifikation zur Copa Libertadores 2003 sein bislang größter Erfolg gelang. Mindestens Mitte Februar 2003 hatte er die Trainerposition dort noch inne. Von April 2003 bis zu der Niederlage gegen Venezuela im April 2004 war Carrasco Nationaltrainer der uruguayischen Fußballnationalmannschaft. 2006 unterschrieb er dann einen Vertrag bei River Plate Montevideo. Ab Oktober 2010 leitete er auf der Trainerbank die sportlichen Geschicke Nacionals und wurde mit dem Team 2010/11 uruguayischer Meister. Im Juli 2011 übernahm er die Trainerfunktion beim ecuadorianischen Klub Emelec. Am 27. Dezember 2011 wurde er sodann als neuer Trainer von Athletico Paranaense vermeldet und trat damit ein weiteres Auslandsengagement an. Dort war er bis Juni 2012 im Amt. Das Trainerteam Carrascos beim brasilianischen Zweitliga-Verein bestand aus Alejandro Martínez, Omar Garate und dem Torwarttrainer César Olivera. Am 17. September 2012 präsentierte der Danubio FC Carrasco im Rahmen einer Pressekonferenz in Nachfolge von Daniel Sánchez als neuen Trainer. Dort war er im Trainerteam mit Ildo Maneiro und seinem für die Mannschaft in der Tercera División zuständigen Sohn Juan Carlos tätig. Ebenfalls standen ihm dort wie schon bei seiner vorherigen Trainerstation Alejandro Martínez und als Torwarttrainer Omar Garate zur Seite. Am 30. November 2012 wurde die Beendigung des Engagements nach Abschluss der Apertura 2012 bekanntgegeben. Am 17. Juni 2015 wurde seine Rückkehr auf die Trainerbank des montevideanischen Klubs River Plate als Nachfolger Guillermo Almadas vermeldet. Seine dortige Tätigkeit endete im September 2016.